# Косьва
Ко́сьва (в верховье Большая Косьва) — река в Свердловской области и Пермском крае, левый приток Камы. Устье реки находится в 807 км по левому берегу Камы, река впадает в Камское водохранилище. Длина реки — 283 км, площадь водосборного бассейна — 6300 км². Средняя высота водосбора — 387 м. Средний уклон — 1 м/км.
Высота устья — 108,5 м над уровнем моря.

## Этимология
Название Косьва, так же как название Лысьва, происходит от коми-пермяцких слов: кось «порог, перекат, мель» и ва — «вода, река», что действительно отражает порожистость этой быстрой речки.

## География и гидрография

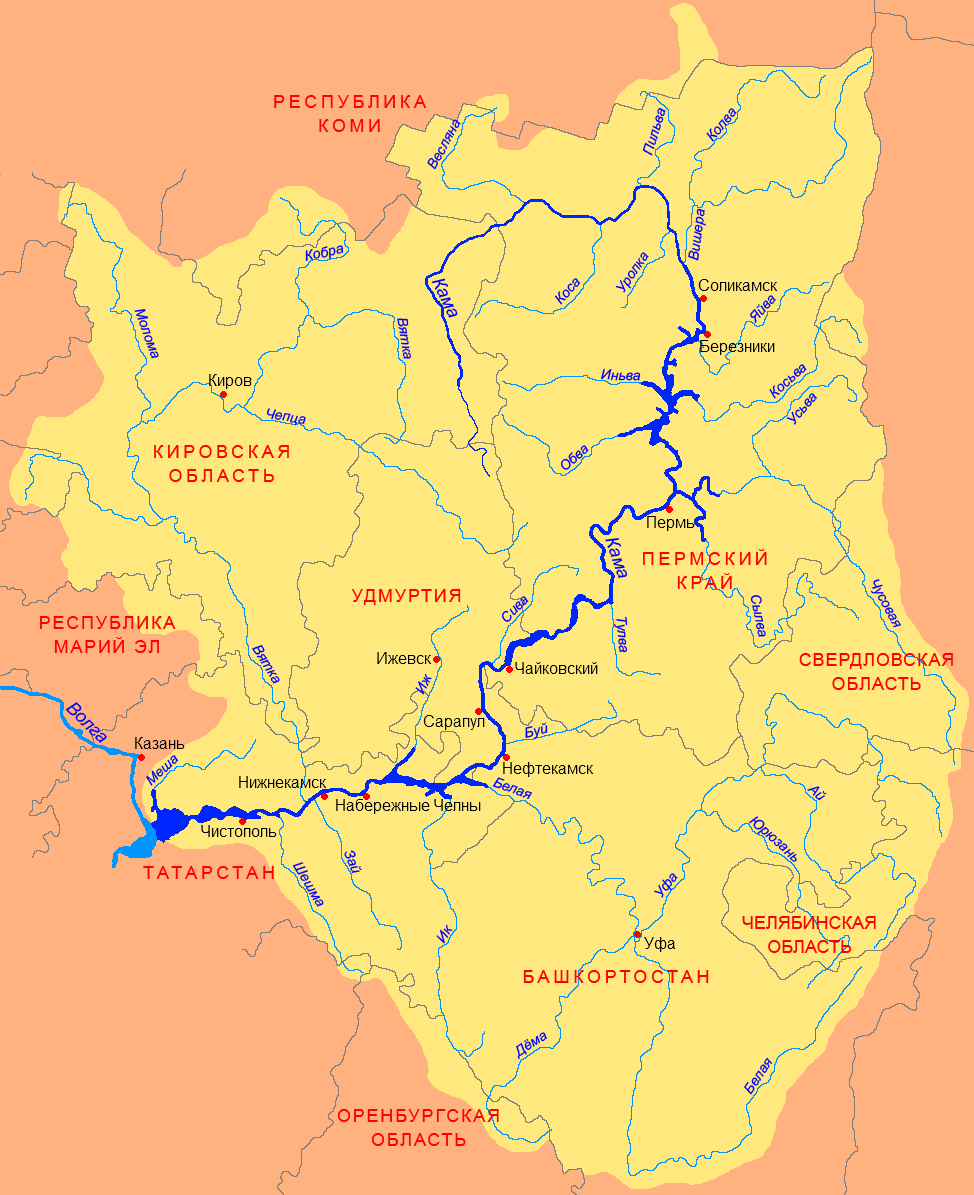
Бассейн Камы

Начинается на западе Свердловской области на территории Новолялинского округа от Павдинского Камня на главном хребте Среднего Урала, по которому здесь проходит граница Европы и Азии, а также глобальный водораздел бассейнов Волги и Оби. Рядом с истоком находятся верховья реки Лобва.
Верхнее течение находится в Свердловской области, среднее и нижнее — в Пермском крае. В Пермском крае река течёт по территории Александровского, Кизеловского, Губахинского и Добрянского районов, в среднем течении некоторое время образует границу Кизеловского и Губахинского районов. Генеральное направление течения — юго-запад и запад, в низовьях — северо-запад.
Крупнейший населённый пункт на реке — город Губаха. Кроме него река протекает село Перемское (Добрянский район); посёлок Широковский, сёла Парма и Шестаки (Губахинский район); посёлки Рассольный, Троицк и Большая Ослянка (Кизеловский район) и ряд небольших деревень.
В верховьях река течёт среди гор Среднего Урала, течение имеет горный характер, река принимает многочисленные притоки — горные ручьи и речки. Весной верхняя Косьва — многоводная, быстрая река, сплав по которой представляет спортивный интерес, летом — сильно мелеет. В русле расположены многочисленные перекаты, пороги и каменистые мели. Самый серьёзный порог на реке — Тулымский начинается в 7 км ниже устья реки Тыпыл. Он имеет длину более 6 км, река здесь зажата между отрогами гор Острый Тур и Дикарь Камень.
Наиболее высокие вершины в окрестностях верхнего течения Косьвы — Косьвинский Камень (1519 м), Ослянка (1119 м), Чердынский Камень (939 м), Острый Тур (923 м), Дикарь-Камень (774 м), Няровский Камень (773 м), Боярская (770 м).
Ниже покинутого посёлка Верхняя Косьва на реке начинают попадаться острова. По берегам красивые скалы и таёжный лес.
В посёлке Широковский на Косьве расположена плотина Широковской ГЭС, образующая Широковское водохранилище. Площадь водохранилища 41 км². Берега покрыты лесом. Правый — крутой и скалистый, левый — изрезан заливами.
Ниже плотины Широковской ГЭС скорость течения уменьшается, пороги исчезают. Ширина реки около города Губаха 80—90 метров, к Перемскому река расширяется до 130—140 метров, образует многочисленные острова и старицы. Впадает в Камское водохранилище у посёлка Красное.

## Притоки
Основные:
- левые: Кырья, Большая Ослянка, Вильва;
- правые: Тылай, Тыпыл, Няр.

(км от устья)
- 11 км: Кунья (лв)
- 17 км: Пожва (пр)
- 24 км: Вильва (лв)
- 33 км: Ключанка (лв)
- 54 км: Понылка (пр)
- 69 км: Вива (лв)
- 78 км: Нижняя Мальцевка (лв)
- 82 км: Берестянка (в водном реестре Каменка, лв)
- 84 км: Косая (пр)
- 88 км: Губашка (пр)
- 88 км: Ладейный Лог (лв)
- 122 км: Нюр (пр)
- 133 км: Няр (пр)
- 149 км: Таскаиха (пр)
- 163 км: Сухая (лв)
- 178 км: Большая Ослянка (лв)
- 186 км: Малая Ослянка (лв)
- 190 км: Берёзовка (пр)
- 201 км: Тулумка (лв)
- 203 км: Пашковка (пр)
- 225 км: Каменка (лв)
- 230 км: Тыпыл (пр)
- 236 км: Кырья (лв)
- 245 км: Берёзовка (лв)
- 248 км: Тылай (пр)
- 261 км: Малая Косьва (пр)

## Данные водного реестра
По данным государственного водного реестра России относится к Камскому бассейновому округу, водохозяйственный участок реки — Косьва от истока до Широковского гидроузла, речной подбассейн реки — бассейны притоков Камы до впадения Белой. Речной бассейн реки — Кама.
Код объекта в государственном водном реестре — 10010100312111100008416.